# 封臣
封臣（ほうしん　羅:vassalus）とは、中世ヨーロッパの封建制度において領主や君主との相互の主従関係に加わっている人のことである。何らかの特権と引き換えに、主従関係にはたいてい軍事的支援や相互保護が含まれていた。特権にはたいていレーエンとしての土地の付与などが含まれていた。この言葉は他の封建社会における似たような取り決めに対しても用いられうる。対照的に、fidelityあるいはfidelitasとは、王に服従している臣下が誓った忠誠のことであった。

## 西洋の封臣の誓い
十分に発達した「封臣の誓い」では、封主と封臣は臣従儀礼と忠義の誓いの二つから構成される表彰式に参加していた。神聖な重要性を示すために、キリスト教のサクラメントの執行も含まれていた。アインハルトの簡単な説明によると、タシロ3世による757年のピピン3世への「表彰式」には、どうやらこのイベントのためにコンピエーニュに集められたと思われる、パリのディオニュシウスやトゥールのマルティヌスやパリのゲルマヌスの聖遺物が含まれていた。これら修復物は、恐慌や戦争や飢餓などが起きていた表彰式の初期からは含まれていなかった。封建制の下では弱かったものは、武器を持ち戦い方を知っていた騎士からの保護が必要だった。封建社会は次第に「領主権」(フランス語のseigneur)の概念に基づいていくようになった。これは古代末期から発展し、中世前期を特徴づけるものの一つとなった。
カール大帝の時代（768-814年)には、封主と封臣の結びつきはゆっくりと封臣の誓いと土地の付与の間で発展していった。土地は当時の主な富の形態であった。同時期の社会の発展には、農業の荘園制や（18世紀以降からは「封建制」に分類される）社会構造、法構造がある。これらは様々な地域で異なる割合で発展していった。メロヴィング朝の時期（5世紀から752年）には、封主は最も信頼していた封臣にのみ土地を褒美として与えていた。10世紀のフランスにおける、地方分権が最も激しかった時においてでさえ、多くの封臣は未だに固定財産を持っていなかった。
封臣の武装的結束力の、異なるグループへの層化はおおまかに新しい言葉"fief"と関連付けられる。この言葉は9世紀に "benefice" に取ってかわっていった。「上位」グループは非常に多くの領土を持つ有力者から成り、彼らは自分の家族の相続人への土地の相続を保証するのに十分な力を持っていた。「下位」グループは伯や公についていた、土地を持たない騎士から構成されていた。この社会的な構造の定着の過程は、戦争の実行における根本的変化の要因の受け皿ともなった。統合された騎兵が、統合されていない歩兵に取って代わっていくにつれ、軍隊の維持費は高くなっていった。封臣は頻繁な戦争で戦うために、封主に献上する必要のあった騎兵隊を備えるために、経済的資源が必要になった。資金がない状況でこういった資源は、土地やそれに関する資源、例えば木や水、同様に小作人などから得ていた。

## 封臣と属国の違い
多くの帝国は街や王国や一族の外に、征服や統治なしに支配下に置こうということで「属国」(vassal state) を設けた。この場合、属国（あるいは 宗主権）は単に、内政の完全な自治とおそらくは公式な貢物と交換に、外交政策の独立を放棄させるということを意味する。一方、公式の植民地、または「目下の同盟国」と呼べるような国も、国内の「封土保持者」あるいは「受託者」と同じように、国際関係の観点から属国とみなされうる。個人的な主従関係を有力な国とその庇護下にある国との関係に援用することで、属国という概念は国家間の覇権関係を正式に打ち立てた。古代ローマ、モンゴル帝国、中華帝国そして大英帝国がこの用語を用いた。

## 日本において相当するもの
日本の封建制においては、力を持った大名や守護と下位の地侍の間の関係には、西洋の封臣の身分との明らかな類似点がある一方、決定的な違いもある。